# ویکتوریا ویلیامز
ویکتوریا ویلیامز (زاده ۲۳ دسامبر ۱۹۵۸) یک خواننده، ترانه‌سرا و نوازنده آمریکایی است که اصالتاً اهل شریوپورت، لوئیزیانا، ایالات متحده آمریکا است، اگرچه در طول فعالیت موسیقی خود در کالیفرنیای جنوبی اقامت داشته است. ویلیامز که در اوایل دهه ۱۹۹۰ مبتلا به مولتیپل اسکلروزیس تشخیص داده شد.
ویلیامز در شروپورت، لوئیزیانا به دنیا آمد. در سال ۱۹۸۶، او با همسرش پیتر کیس در اولین آلبوم خود کار کرد. در سال ۱۹۹۳، او در حتی دختران گاوچران هم نغمه‌های بلوز را می‌فهمند گاس ون سنت بازی کرد.

## آهنگشناسی
- به خانه مبارک (۱۹۸۷)
- مجسمه را تاب دهید! (۱۹۹۰)
- شل (۱۹۹۴)
- این لحظه: در تورنتو با گروه آزاد (۱۹۹۵)
- سرگرمی‌های یک دب نهر (۱۹۹۸)
- آب برای نوشیدن (۲۰۰۰)
- برخی از آهنگ‌های اول را می‌خواند (۲۰۰۲)
- ویکتوریا ویلیامز و سالن تاون بند شل ۱۹۹۵ (۲۰۱۷)